# Gilberto Freyre
Gilberto de Mello Freyre (Recife, 15 mars 1900 – Recife, 18 juillet 1987  était un sociologue, anthropologue et écrivain brésilien. Père du lusotropicalisme, ses analyses ont longtemps eu un impact majeur sur l'historiographie du Brésil, en particulier en ce qui concerne son passé esclavagiste.

## Biographie
« Je suis un Brésilien, dont les ancêtres, installés depuis longtemps au Brésil, ont presque tous des origines lointaines dans la péninsule ibérique, avec un peu de sang amérindien. »

— Extrait de Terres du sucre : Nordeste
Gilberto Freyre était un descendant de Portugais, d'Amérindiens, d'Espagnols, et de Néerlandais (Hollandais). Il naît à Recife, en 1900. Sa famille est aristocratique, issue du milieu des planteurs du Pernambouc dans le Nordeste brésilien, une région à laquelle il restera attaché toute sa vie. Son père, Alfredo Freyre, est juge et professeur d'économie politique de la faculté de droit de Recife.
Issu d'un milieur très privilégié, Gilberto Freyre fréquente le jardin d'enfants du collège américain Gilreath en 1908. Ses premières expériences de la vie rurale eurent lieu à l'époque où, enfant, il fait un séjour dans l'exploitation de canne à sucre de São Severino do Ramo appartenant à des membres de sa famille. Plus tard il écrira sur cette première expérience dans Pessoas, Coisas & Animais (Personnes, Choses & Animaux).
Giberto Freyre commence ses études universitaires à  l'Université baptiste de Baylor à Waco, au Texas, où il étudie les sciences politiques et sociales. Il part ensuite étudier à l'université Columbia aux États-Unis où il est l'élève de Franz Boas. Il est inscrit en sciences politiques mais prend également des cours en histoire et en sociologie. En 1922, il publie sa thèse, « Social Life in Brazil in the Middle of the 19th Century. » , dans le journal Hispanic American Historical Review. Cette thèse, qui est une histoire sociale du Brésil esclavagiste du 19ème siècle, peut se lire comme une apologie du patriarcat esclavagiste dont il est lui-même issu.
De 1922 à 1923, Gilberto Freyre entreprend un voyage en Europe ; il fait notamment étape à Paris, où il fréquente les milieux intellectuels d'extrême-droite proches de l'Action française. Durant ce voyage, il explore par ailleurs sa propre sexualité, avec des partenaires des deux sexes.
Lors de la révolution brésilienne de 1930, la ville de Recife est également affectée par des violences envers ceux qui sont associés à la société oligarchique des planteurs. La maison du père de Freyre est brûlée et lui-même décide de quitter temporairement le pays. Il rentre au Brésil à la fin de 1931 et s'attelle à la rédaction de son premier livre, Casa-Grande & Senzala . Cet ouvrage est publié en 1933 grâce à l'aide de son ami Rodrigo Mello Franco de Andrade. Le livre est un succès commercial et est salué par la critique. En 1936, Gilberto Freyre publie sa suite, intitulée Sobrados e mucambos.
En 1946, Gilberto Freyre est élu à l'assemblée constituante sous l'étiquette de l'Union démocratique nationale (UDN). De 1949 à 1864, il est par ailleurs délégué du Brésil à l'ONU.En 1964, il appuie le coup militaire qui renverse João Goulart, justifiant notamment la censure de la presse par le régime dictatorial.
De lui Monteiro Lobato dira :

« Le Brésil du futur ne va pas être ce que les vieux historiens ont dit et qu'ils répètent aujourd'hui. Il va être ce que Gilberto Freyre dit. Freyre est l'un des génies à la palette la plus riche et la plus éclairante que ces terres antarctiques aient jamais produits. »

Il occupa le fauteuil 23 de l'Académie pernamboucaine de lettres (pt) à partir de 1986.[réf. nécessaire]

## Casa-Grande & Senzala
Son premier et plus connu livre est Casa-Grande & Senzala, publié en 1933 et écrit au Portugal. Dans cette œuvre, Freyre refuse les doctrines racistes qui préconisaient le « blanchiment » du Brésil. Basé sur Franz Boas, il a démontré que le déterminisme racial ou climatique n'influence pas le développement d'un pays. Cependant, cette œuvre a donné naissance au mythe de la démocratie raciale au Brésil, à cause des relations harmoniques entre les races, ce qui a atténué l'esclavage brésilien - selon Freyre, celui-ci a été moins nocif que l'esclavage américain.
Contrairement à ce qu'on imagine, Casa-Grande & Senzala n'est pas un traité sociologique ou anthropologique. Basé sur sources historiques et sur ses réflexions personnelles, Freyre se disait un « écrivain versé dans les sciences sociales », pas un sociologue, comme il a écrit dans Comment et pourquoi je suis et je ne suis pas sociologue (1968).

## Sociologie brésilienne
Gilberto Freyre est largement considéré comme étant l'un des pères fondateurs de la sociologie brésilienne. Sa thèse, parue en 1922, s'intitulait :« Social Life in Brazil in the Middle of the 19th Century. »

## Prix et distinctions
Classement chronologique
- prix de la société Filipe d'Oliveira, Rio de Janeiro, 1934
- prix Anisfield-Wolf, USA, 1957
- prix d'excellence littéraire de l'Académie pauliste des lettres (pt), 1961
- prix Machado de Assis, de l'Académie brésilienne des lettres (pour l'ensemble de ses œuvres), 1962
- prix Moinho Santista de  « sciences sociales en général », 1964
- prix Aspen, de l'institut Aspen, USA, 1967
- prix international La Madonnina, Italie, 1969
- Chevalier commandeur de l'ordre de l'Empire britannique, distinction conférée par la reine d'Angleterre, 1971
- médaille Joaquim Nabuco, Assemblée Législative de l'État du Pernambouc, 1972
- trophée Nouveau monde, pour Œuvres notables en sociologie et histoire, 44, São Paulo - trophée Journaux Associés, pour « plus grande distinction actuelle en arts plastiques » - prix Jabuti, de la chambre brésilienne du livre, 1973
- Prix Esso en 2005
- médaille d'or José Vasconcelos, Frente de Afirmación Hispanista de México, 1974
- éducateur de l'année, Syndicat des professeurs de l'enseignement primaire et secondaire au Pernambouc et association des professeurs de l'enseignement officiel, 1974
- médaille Massangana, fondation Joaquim Nabuco (pt) de recherches sociales, 1974
- grand-croix Andrés Bello da Venezuela, 1978
- grand-croix de l'ordre du mérite des Guararapes de l'État du Pernambouc, 1978
- prix Brasília de littérature pour l'ensemble de ses œuvres, Fondation culturelle du district fédéral, 1979
- prix Moinho Recife, 1980
- médaille de l'ordre de Ipiranga de l'État de São Paulo, 1980
- grand-croix de l'ordre d'Alphonse X le Sage, Espagne, 1983
- grand-croix de l'ordre de Sant'Iago de l'Épée, Portugal, 1983
- grand-croix de l'ordre du mérite Capibaribe de la ville de Recife, 1985
- grand officier de la Légion d'honneur, France, 1986[10]

## Œuvres
- Manifesto regionalista, 1926

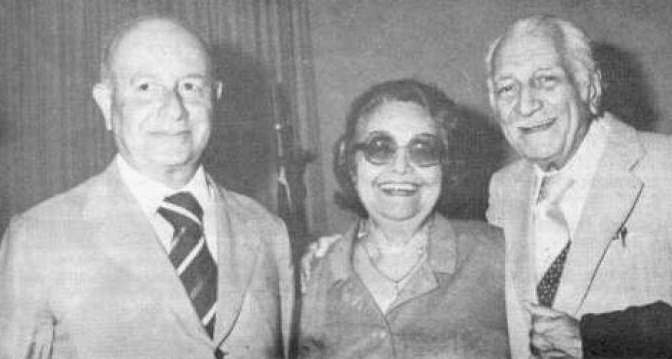
Gilberto Freyre (à droite) avec ses amis (à gauche) et Rachel de Queiroz (au centre).

- Casa-Grande & Senzala, 1933 (traduction française Maîtres et Esclaves, Gallimard, coll. Tel, Paris 1978)
- Sobrados e Mucambos, 1936
- Nordeste, 1937
- Assucar, 1939
- Olinda, 1939
- O mundo que o português criou, 1940
- A história de um engenheiro francês no Brasil, 1941
- Problemas brasileiros de antropologia, 1943
- Sociologia, 1945
- Interpretação do Brasil, 1947
- Ingeleses no Brasil, 1948
- Ordem e Progresso, 1957
- O Recife sim, Recife não, 1960
- Brasis, Brasil e Brasília, 1968
- O brasileiro entre os outros hispanos, 1975

Traduction(s) en français
- Maîtres et esclaves, la formation de la société brésilienne, 1978[11]